# Championnat d'Albanie de football 1987-1988
Navigation
Championnat d'Albanie 1986-87 Championnat d'Albanie 1988-89
Le Championnat d'Albanie de football de Kategoria Superiore 1987-1988 est la 47e édition de ce championnat.

## Saison régulière
| Rang | Équipe                | Pts | J  | G  | N  | P  | Bp | Bc | Diff |
| ---- | --------------------- | --- | -- | -- | -- | -- | -- | -- | ---- |
| 1    | 17 Nëntori Tirana     | 33  | 26 | 11 | 11 | 4  | 41 | 20 | +21  |
| 2    | Flamurtari Vlorë      | 29  | 26 | 10 | 9  | 7  | 38 | 27 | +11  |
| 3    | Labinoti Elbasan      | 29  | 26 | 10 | 9  | 7  | 22 | 19 | +3   |
| 4    | Apolonia Fier         | 28  | 26 | 11 | 6  | 9  | 36 | 28 | +8   |
| 5    | Besa Kavajë           | 28  | 26 | 8  | 12 | 6  | 28 | 22 | +6   |
| 6    | Vllaznia Shkodër      | 28  | 26 | 11 | 6  | 9  | 30 | 26 | +4   |
| 7    | Besëlidhja Lezhë      | 28  | 26 | 9  | 10 | 7  | 24 | 28 | -4   |
| 8    | Lokomotiva Durrës     | 27  | 26 | 9  | 9  | 8  | 27 | 28 | -1   |
| 9    | Partizan Tirana       | 26  | 26 | 9  | 8  | 9  | 38 | 34 | +4   |
| 10   | Skënderbeu Korçë      | 26  | 26 | 8  | 10 | 8  | 17 | 26 | -9   |
| 11   | Dinamo Tirana         | 25  | 26 | 7  | 11 | 8  | 33 | 32 | +1   |
| 12   | Luftëtari Gjirokastër | 24  | 26 | 7  | 10 | 9  | 19 | 19 | 0    |
| 13   | Tomori Berat          | 23  | 26 | 8  | 7  | 11 | 29 | 34 | -5   |
| 14   | 31 Korriku Burrel     | 10  | 26 | 3  | 4  | 19 | 22 | 61 | -39  |

|  | Relégué |

## 2etour

### Groupe A
| Rang | Équipe            | Pts | J  | G  | N  | P  | Bp | Bc | Diff |
| ---- | ----------------- | --- | -- | -- | -- | -- | -- | -- | ---- |
| 1    | 17 Nëntori Tirana | 48  | 36 | 18 | 12 | 6  | 59 | 29 | +30  |
| 2    | Flamurtari Vlorë  | 41  | 36 | 15 | 11 | 10 | 55 | 38 | +17  |
| 3    | Labinoti Elbasan  | 39  | 36 | 14 | 11 | 11 | 31 | 33 | -2   |
| 4    | Apolonia Fier     | 38  | 36 | 16 | 6  | 14 | 51 | 43 | +8   |
| 5    | Besa Kavajë       | 35  | 36 | 11 | 13 | 12 | 38 | 36 | +2   |
| 6    | Vllaznia Shkodër  | 34  | 36 | 13 | 8  | 15 | 40 | 42 | -2   |

|  | Champion |

### Groupe B
| Rang | Équipe                | Pts | J  | G  | N  | P  | Bp | Bc | Diff |
| ---- | --------------------- | --- | -- | -- | -- | -- | -- | -- | ---- |
| 7    | Lokomotiva Durrës     | 38  | 36 | 11 | 16 | 9  | 34 | 35 | -1   |
| 8    | Besëlidhja Lezhë      | 38  | 36 | 12 | 14 | 10 | 38 | 42 | -4   |
| 9    | Partizan Tirana       | 37  | 36 | 12 | 13 | 11 | 51 | 44 | +7   |
| 10   | Skënderbeu Korçë      | 36  | 36 | 11 | 14 | 11 | 26 | 33 | -7   |
| 11   | Dinamo Tirana         | 34  | 36 | 10 | 14 | 12 | 41 | 42 | -1   |
| 12   | Luftëtari Gjirokastër | 33  | 36 | 11 | 11 | 14 | 31 | 34 | -3   |

|  | Relégué |

## Bilan de la saison
| Tableau d'Honneur                 |                   |
| Compétition                       | Vainqueur         |
| Championnat d'Albanie de football | 17 Nëntori Tirana |
| Coupe d'Albanie de football       | Flamurtari Vlorë  |

| Promotions et relégations     |                                                      |
| Relégués en First Division    | Tomori Berat 31 Korriku Burrel Luftëtari Gjirokastër |
| Promus en Kategoria Superiore | Traktori Lushnja                                     |